# フィリップ・ドリュイエ
フィリップ・ドリュイエ(Philippe Druillet、1944年6月28日 - )は、フランスのバンド・デシネ作家(漫画家)、イラストレーター。
ジャン・ジローと並んで1970年代を代表する作家のひとりであり、『ローン・スローン』シリーズをはじめとする重厚なSF作品を世に送り出した。宇宙空間における独創的な建築描写を得意とし、欧米圏では「スペース・アーキテクト」(宇宙建築家)の異名で知られている。
漫画以外にも、演劇の舞台美術のデザインや彫刻、アニメーション作品の製作など多岐にわたる活動を行っている。

## 来歴

### 生い立ち：1944年～1952年
1944年6月28日、フランス・オート＝ガロンヌ県の町トゥールーズにて生まれる。「フィリップ」という名前は、第二次世界大戦中に発足されたヴィシー政権下のフランスでプロパガンダを担当していた活動家のフィリップ・アンリオから取られており、奇しくもドリュイエの生まれた日は、彼がレジスタンスによって暗殺された日でもあった。両親は当時フランス民兵団のメンバーで、父親のヴィクトル(Victor Druillet)はかつてスペイン内戦においてナショナリスト派に加担していた人物であり、母親のドゥニーズ(Denise Druillet)と共にジェール県での民兵活動に従事していた。
ヴィシー政権が崩壊した1944年の終わり頃、両親はドイツのジークマリンゲンに亡命。その後ドリュイエは祖母に連れられてスペインのカタルーニャに移り、同州の町フィゲラスで少年時代を送った
。この頃のドリュイエは一日中絵を描いて過ごしていたため、両親の知り合いから『あの子は将来ダリのような画家になるぞ』と言われていた。その一方、学校ではクラスメイトたちから「汚いフランス人」と呼ばれ、からかわれていた。
1945年、両親は欠席裁判において国家反逆罪により死刑を宣告される。
1952年、彼が7歳の時に父ヴィクトルが亡くなったのを機に、一家はフランスに帰国。程なくしてパリの16区に定住した。しかし一家の暮らしは非常に貧しく、ドリュイエはインタビューで「立派な城に住み、たくさんの家具と本を持つ裕福な家族の息子に生まれたかったが、不幸なことにそうはならなかった」と当時を振り返っている。

### デビュー期/ローン・スローンの誕生：1960年～1972年
1960年より写真家として数年間のキャリアを積んだ後、1966年に処女作『深淵の神秘』でバンド・デシネ作家としてデビュー。この作品で初めて、のちにドリュイエの代表的キャラクターとなるローン・スローンが登場した。『深淵の神秘』は、1968年に日本で「LONE SLOANE 宇宙の用心棒」の題名で翻訳され、雑誌『別冊プレイボーイ』(集英社)のコミック特集に掲載された。
ドリュイエは1967年からイラストレーションの仕事に着手し、雑誌の表紙やカットのイラストの他、映画監督ジャン・ローランの作品(『催淫吸血鬼』など)のポスターを手掛けた。その傍らで彼は役者として演出家アリアンヌ・ムヌーシュキンの演劇(『真夏の夜の夢(『Le Songe d'une Nuit Été)』『ピエロ(Les Clowns)』)で活躍していた。
1969年には漫画誌「ピロット」に参加し、ローン・スローンを主役にした短編漫画を新たに連載。1972年に『ローン・スローンの6つの旅』の題名で単行本としてまとめられ、出版される。

### 中期/出版社の設立と妻の死：1973年～1976年
1973年に、漫画原作者のジャック・ロブをライターに迎えた、『ローン・スローン』シリーズの2作目『デリリウス』を発表。続いて1974年に発表した『ヴュズ』は、バンド・デシネでは初めてキャプションを省くサイレントの手法を取った。
1974年、ドリュイエは同時期に活躍していたバンド・デシネ作家のジャン・ジローと共に、漫画原作者のジャン＝ピエール・ディオネ、資金調達担当のベルナール・ファルカスを加えた4人で出版社ユマノイド・アソシエを設立し、漫画誌『メタル・ユルラン』を創刊。ドリュイエは同誌で短編作品を連載し、1976年にそれらをまとめた短編集『幻影』をユマノイド・アソシエより出版する。同年、彼の最初の妻ニコルが癌でこの世を去る。
またドリュイエは、アメリカの映画監督ウィリアム・フリードキンの映画『恐怖の報酬』(1977年)においてコンセプトデザインを手掛け、以降彼は漫画以外の分野にも活動の幅を広げていく。

### 転換期/漫画以外の創作活動へ：1977年～1989年
1977年に、ローン・スローンのシリーズ3作目『ガイル』を発表した後、1978年から1983年にかけて、彼はスイスの作曲家ロルフ・リーバーマンと共に歌劇『ワーグナー・スペース・オペラ』を手掛けた
1983年にはアングレームにて、CGによるイラストのデモンストレーションを、当時の大統領フランソワ・ミッテランの前で行い、同年には自身の作品『夜』を短編映画として実写化。本国ではフランス3にて放送された。
1984年にガラス工芸ブランドのドームのためにガラス製品のデザインを手掛け、1985年にはアングレーム市からの依頼によりフレスコの壁画作品を製作。同年、地下鉄のポルト・ド・ラ・ヴィレット駅の改築にも携わった。
1986年にはフランスのアニメ番組『Bleu, L'Enfant de la Terre』(ブルー 地球の子供)において、監督・脚本・キャラクターデザインを務めた。
1987年にはアヌシー国際アニメーション映画祭の審査員を務め、同年には自身の映像プロダクション「ヴィクトル・プロダクション」(Victor Productions)を設立した。
漫画活動においては1980年から1986年にかけて、ギュスターヴ・フローベールの同名歴史小説を基にした『サランボー』を発表。1982年に発表された『魔術師アクリリック』では、漫画原作者としてシナリオを手掛けた。1988年にはアングレーム国際漫画祭にてグランプリを受賞。翌1989年には同漫画祭の主催も務めている。

### 後期：1990年～
1990年代に入ってから、ドリュイエは映像作品、彫刻や宝飾品のデザイン、ミュージックビデオの製作において活動の幅を広げていく。とりわけ映像作品については、2001年のアニメ番組『Xcalibur』で脚本を手掛けたことに加え、2005年にフランス国内で放送されたミニドラマ『Les Rois Maudit』(呪われた王)では美術監督を務めた。
また、『ローン・スローン』シリーズは2000年に4作目『カオス』が発表され、2012年に5作目『デリリウス2』で完結となった。
2014年には初の自伝『デリリウム』が発表され、フランス国内で大きな注目を集めた。

## 作品について
ドリュイエの代表作『ローン・スローン』シリーズは、生まれ育った地球を離れ宇宙へと飛び出した同名の主人公が数々の冒険や乱闘を繰り広げながら、宇宙を統べる邪悪な皇帝シャーンに立ち向かうというスペースオペラ的な内容の物語であり、型に囚われない大胆なコマ割りや見開きを多用したページ構成、コントラストの強い色使い、そして巨大建築物や宇宙船の独創的なデザインが特徴として挙げられる。特に建築物のデザインは、世紀末芸術、ゴシック建築、インド建築の要素が取り入れられている。
『サランボー』は、ギュスターヴ・フローベールの同名歴史小説を基に独自のアレンジを加えた作品である。この作品では古代カルタゴを舞台に将軍の娘である巫女と傭兵の悲恋を描いた原作と違い、ローン・スローンが傭兵の役を担っており、『ローン・スローン』シリーズの外伝として位置づけられている。
ドリュイエの漫画作品には基本、映画や他の文学からの影響が表れている。『ローン・スローン』シリーズの全作品において見受けられる見開きのページは、ドリュイエ曰く映画のスクリーンに見立てたものであり、迫力のある見せ方を構築しようとして考えられたものである。また、主人公のローン・スローンは、アメリカのSF作家C・L・ムーアの小説に登場するキャラクター、ノースウェスト・スミスから着想を得て生まれている。デザインのモデルとなっているのはマーロン・ブランドであり、漫画ではスローンの宿敵であるキャラクター、シャーンもまた、映画『地獄の黙示録』に登場するブランドを見たことがきっかけで描くことができたと明かしている。同シリーズには絵画からの影響も見受けられ、2作目『デリリウス』では画家のマウリッツ・エッシャーが自身の作品の中で用いていたペンローズの三角形が、3作目『ガイル』ではアルノルト・ベックリンの『死の島』が絵のモチーフとして取り入れられている。この他『ヴュズ』は、日本の映画監督・黒澤明の『蜘蛛巣城』(1973年)に触発されて描かれており、同作の主人公であるヴュズは『ローン・スローン』シリーズ4作目『カオス』にも登場している。
なお、ドリュイエは漫画を描く際の参考にした映画として、フリードリヒ・ヴィルヘルム・ムルナウやフリッツ・ラングなどによるドイツ表現主義の映画、テレンス・フィッシャーによるアメリカの映画を挙げており、文学ではハワード・フィリップス・ラヴクラフト、マイケル・ムアコック、レイ・ブラッドベリ、フィリップ・K・ディック、ジョン・ブラナー、トマス・M・ディッシュなどによる作品を挙げている。

## エピソード
ドリュイエは初期の頃に漫画誌「ピロット」で活躍し始めた経緯として、漫画を描く際に用いた原稿用紙があまりにも大きすぎたために出版社から迷惑がられてしまい、当時「ピロット」に在籍していたルネ・ゴシニ(児童向け漫画『アステリックス』の作者)が唯一受け入れてくれたことがきっかけとなっていることをインタビューで語っている。
また、「メタル・ユルラン」の共同出版者でもあるジャン・ジローとは衝突こそあったもののお互いに協力し合っており、ジロー自身ドリュイエから作品製作において少なからず影響を受けることがあったようである。

## 作品
※特記が無い限りドリュイエ単独名義

### 漫画

#### シリーズ
- ローン・スローン(1966年-2012年、全6巻)
  1. 深淵の神秘(Le Mystère des Abîmes、1966年)
  2. ローン・スローンの6つの旅(Les 6 Voyages de Lone Sloane、1973年)
  3. デリリウス(Delirius、ジャック・ロブ作、1973年)
  4. ガイル(Gail、1978年)
  5. カオス(Chaos、ジャン＝ポール・フェルナンデス彩色、2000年)
  6. デリリウス2(Delirius 2、ジャック・ロブとバンジャマン・ルグラン作、ジャン＝ポール・フェルナンデス彩色、2012年)
- サランボー(Salammbô、ギュスターヴ・フローベール原作、1980年-1986年、全3巻)
  1. サランボー(1980年)
  2. カルタゴ(Carthage、1982年)
  3. マト(Matho、1986年)

#### 単巻
- 降霊術師エルリックの物語(La Saga de Elric le Nécromancien、マイケル・ムアコック原作、ミシェル・ドゥムートとの共作、1971年)
- イラガエル(Yragaël、1974年)
- ヴュズ(Vuzz、1974年)
- 狂人ウルム(Urm le Fou、1975年)
- 幻影(Mirages、1976年)
- 夜(La Nuit、1976年)
- ラバス(Là-Bas、1978年)
- 魔術師アクリリック(Le Mage Acrylic、セルジュ・ビアニック画、1982年)
- ノスフェラトゥ(Nosferatu、1989年)

### 画集
- バカームへの帰還(Retour à Bakaam、1976年)
- Druillet 30x30(1981年)
- P.A.V.É.(1988年)
- 狂人のパリ(Paris de Fous、ロベール・ドワスノーとの共作、1995年)
- ドリュイエの世界(Les Univers de Druillet、2003年)
- 旅(Voyages、2007年)
- メタル・スケッチ(Métal Esquisses、2009年)
- メタル・メモリーズ(Métal Mémoires、2010年)
- メタル・ヒーローズ(Métal Heros、2014年)
- Philippe Druillet(2016年)

### その他
- デリリウム(Delirium: Autoportrait、自伝、2014年)

## イラストレーション

### ポスター
- 催淫吸血鬼（映画、ジャン・ローラン監督、1970年）[26]
- 人類創世（映画、ジャン＝ジャック・アノー監督、1980年）[26][19]
- 薔薇の名前（映画、ジャン＝ジャック・アノー監督、1986年）[26][19]
- イヤー・オブ・ザ・ガン（映画、ジョン・フランケンハイマー監督、1991年、フランス版ポスター）[26]
- 第45回カンヌ国際映画祭 カメラ・ドール特集（1992年）[26]

### CDジャケット
- ザ・ジミ・ヘンドリックス・エクスペリエンス - 「エレクトリック・レディランド」（1975年、フランス盤）[27]
- リシャール・ピナス - 「East West」（1980年）、「DWW」（1992年）[27]
- ピエール・バシュレ - 「La Ville Ainsi Soit-Il 」（1995年）[27]

## 映像作品

### 個人による監督作品
- 夜（テレビ映画、1985年） - 原作・監督
- Bleu, L'Enfant de la Terre（TVアニメーション、1986年） - 監督・脚本・キャラクターデザイン
- ノスフェラトゥ（TVアニメーション映画、2002年） - 原作・監督・脚本

### 製作に参加した作品
- Xcalibur（TVアニメーション、2001年） - 脚本
- Les Rois Maudit（TVドラマ、2005年） - 美術監督

## 歌劇
- 『ワーグナー・スペース・オペラ』（Wagner Space Opera、ロルフ・リーバーマンとの共作、1978年） - 舞台美術デザイン、設計[28]

## コンセプトデザイン
- 恐怖の報酬（映画、ウィリアム・フリードキン監督、1977年） - 劇中車両の装飾デザイン

## 日本での出版
- 『ローン・スローン』(原正人訳、小学館集英社プロダクション、2012年、ISBN 978-4-7968-7185-3) ※「深淵の神秘」を除くシリーズ5作品を収録した翻訳版。